# Petar Drapšin
Petar Drapšin (Srbobran, 1914 - Belgrado, 1945) fue un militar yugoslavo, que participó con las Brigadas Internacionales en la guerra civil española y con el Ejército Partisano de Liberación en la Segunda Guerra Mundial. En 1953 le fue concedida la Orden de Héroe del Pueblo de Yugoslavia.

## Biografía
Nació en una familia de granjeros en la aldea de Turija, en la Vojvodina, entonces Imperio austrohúngaro. Se encontraba estudiando en Belgrado cuando entró en contacto con las ideas comunistas a través del grupo literario de su instituto. Se unió a la Liga de Jóvenes Comunistas de Yugoslavia y en 1937 viajó a Praga para comenzar sus estudios universitarios. Poco después, se alistó como voluntario y participó con los brigadistas yugoslavos en la guerra civil española, uniéndose al bando republicano. Se destacó en el combate, obteniendo el grado de capitán durante el conflicto. Allí coincidió con otros militares que alcanzarían gran protagonismo en la Segunda Guerra Mundial que se avecinaba: Peko Dapčević, Koča Popović y Kosta Nađ. Después de la derrota de la Segunda República española, fue internado en un campo de concentración en Francia, de donde logró huir a Zagreb en 1939.
En 1941, tras la invasión del Eje de Yugoslavia, Drapšin recibió la orden del Partido Comunista de Yugoslavia de organizar el levantamiento armado en la región de Herzegovina. Su conducta en Herzegovina le reportó duras críticas de la dirección del partido, así como medidas disciplinarias, pero en enero de 1943 fue nombrado comandante de la Primera División de Eslavonia del Ejército Yugoslavo de Liberación Nacional, conocido como Partisanos. Dos meses más tarde recibió el grado de Mayor General, y en mayo de 1944 se convirtió en comandante del Sexto Cuerpo del Ejército Partisano. 
Con el grado de comandante adjunto del Ejército Partisano en Croacia, fue enviado a Dalmacia en diciembre de 1944. En enero de 1945 recibió el grado de Teniente General. Las unidades bajo su mando detuvieron la ofensiva alemana en el interior de Dalmacia en enero de 1945, y liberaron Herzegovina durante la Operación Mostar.
Poco después, los ocho cuerpos del ejército partisano se transformaron en cuatro ejércitos, siéndole adjudicado a Drapšin el mando del IV, iniciando la ofensiva contra las fuerzas del Eje en todo el territorio de Yugoslavia. A pesar de las dificultades del terreno y la necesidad de una complicada operación anfibia, el IV Ejército obtuvo un éxito espectacular al romper las líneas enemigas en Lika, derrotando a las fuerzas alemanas en la batalla de Rijeka, irrumpiendo en Istria y Trieste antes de la llegada de las fuerzas aliadas. Esta ofensiva partisana está considerada la más importante de la guerra, ya que permitió liberar un amplio territorio litoral incluyendo Istria, Rijeka y el Litoral esloveno.
Después de la guerra, Drapšin se inscribió como candidato a la Asamblea Nacional de Yugoslavia en las elecciones de la posguerra.
Murió de un disparo el 2 de noviembre de 1945. La versión oficial atribuyó la causa de su muerte a un disparo accidental con su pistola, aunque otras versiones apuntaron a que se trató de un suicidio. En 1953 recibió, a título póstumo, la Orden de Héroe del Pueblo de Yugoslavia.